# Sakaleonawatervallen
De Sakaleonawatervallen zijn met een hoogte van 200 meter de hoogste watervallen van Madagaskar. Ze bevinden zich in de Sakaleona in de regio Vatovavy-Fitovinany, op zo'n 18 kilometer van Ampasinambo en circa 107 kilometer verwijderd van Nosy Varika.